# Helpt
Helpt – dzielnica miasta Woldegk w Niemczech, w kraju związkowym Meklemburgia-Pomorze Przednie, w powiecie Mecklenburgische Seenplatte, w Związku Gmin Woldegk. Do 24 maja 2014 samodzielna gmina.